# Sunndalsøra
Sunndalsøra är en tätort som utgör centralort i Sunndals kommun i Møre og Romsdal fylke i västra Norge. 
I Sunndalsøra finns Aura kraftverk, som bland annat levererar ström till Hydro Aluminiums smältverk på orten.